# Chemisches Zentralblatt
Das Chemische Zentralblatt ist das älteste Referateblatt auf dem Gebiet der Chemie und ähnelt thematisch den englischsprachigen Chemical Abstracts.
Das Chemische Zentralblatt wurde vom Verleger Leopold Voß und dem Physiker und Natur-Philosophen Gustav Theodor Fechner am 14. Januar 1830 gegründet. Es wurde zuletzt von Heinrich Bertsch und Wilhelm Klemm herausgegeben, es erschien seit dem 14. Januar 1830 (damals unter dem Namen Pharmaceutisches Central-Blatt) und stellte 1969 sein Erscheinen ein. Bis 1972 erschienen noch Registerbände.
In der 140-jährigen Geschichte wurde auf insgesamt circa 650.000 Seiten Fortschritte aus Chemie und chemischer Technologie referiert und mit circa 180.000 Seiten Registern (Autoren-, Sach-, Formel-, Patent-, Rückzitateregister) der Zugang zur erfassten Primärliteratur systematisch erschlossen. Es erschien zuletzt im Akademie-Verlag (Berlin) und im Verlag Chemie (Weinheim/Bergstraße) im Auftrage der Deutschen Akademie der Wissenschaften zu Berlin, der Chemischen Gesellschaft der Deutschen Demokratischen Republik (DDR), der Akademie der Wissenschaften zu Göttingen und der Gesellschaft Deutscher Chemiker (GDCh). Es referierte in knappen Zusammenfassungen wöchentlich Veröffentlichungen in- und ausländischer Fachzeitschriften, sowie Buch- und Patentliteratur. Die Exzerpte waren Fachgruppen zugeordnet.
Der Niedergang des traditionsreichen Referateorgans war u. a. eine Folge des Zweiten Weltkriegs. Englischsprachige Zeitschriften gelangten in der Kriegszeit nur noch in beschränktem Umfang nach Deutschland. Nach Kriegsende im Jahr 1945 konnte der Rückstand nur langsam abgebaut werden, was zusätzlich durch die Aufteilung Deutschlands und damit der Zentralblatt-Redaktion (Ost und West) erschwert wurde. Dazu kam, dass in der internationalen Chemie die deutsche Sprache stetig an Bedeutung verlor.
Das heute führende amerikanische Referateorgan Chemical Abstracts beginnt erst mit dem Jahr 1907. Daher sind die oft ausführlicheren Referate in älteren Jahrgängen des Chemischen Zentralblatts noch immer zur Recherche nützlich, z. B. für russische Arbeiten. Auch wurden aktuelle Patente inhaltlich analysiert.
Das chemische Zentralblatt wurde inzwischen vollständig digitalisiert und als Volltext-suchbare Version verfügbar gemacht. Darauf aufbauend wurde auch eine Internet-basierte Datenbank entwickelt, bei der mittels chemischer Struktursuchen die Inhalte des Chemischen Zentralblatts durchsucht und angezeigt werden können.